# Fußball-Bundesliga 2023/24
Die Bundesliga 2023/24 war die 61. Spielzeit der höchsten deutschen Spielklasse im Fußball der Männer. In dieser Saison kehrte man zum üblichen Terminplan zurück, nachdem es in der Vorjahressaison durch die Weltmeisterschaft 2022 in Katar zu einer ungewöhnlich frühen und langen Unterbrechung zum Ende der Hinrunde gekommen war.
Mit dem 1. FC Heidenheim – zusammen mit Darmstadt 98 aufgestiegen – nahm der 57. Verein der Bundesliga-Geschichte teil.
Die Saison wurde am 18. August 2023 eröffnet und ging nach dem 16. Spieltag ab dem 21. Dezember in die Winterpause. Mit dem 17. Spieltag am 12. Januar 2024 wurde die Spielzeit weitergeführt. Der 34. und letzte Spieltag fand am 18. Mai 2024 statt.
Durch den 5:0-Heimsieg über Werder Bremen sicherte sich Bayer 04 Leverkusen bereits am 29. Spieltag die erste deutsche Meisterschaft der Vereinsgeschichte, womit auch Bayern Münchens Serie mit elf Meistertiteln in Folge endete. Als erster Mannschaft überhaupt gelang es Bayer, in einer Bundesligasaison ungeschlagen zu bleiben.

## Saisonverlauf

### Hinrunde
Der Titelverteidiger Bayern München stand bis zur Winterpause zweimal auf dem ersten Platz (unter Anrechnung des Nachholspiels vom 13. Spieltag gegen den 1. FC Union Berlin). Während die Münchner die meisten Tore (49) erzielten, ließ Bayer 04 Leverkusen um seinen Schlussmann Lukáš Hrádecký 12 Gegentreffer und somit die wenigsten aller Teams zu. Leverkusen war die Mannschaft, die am häufigsten die Spitzenposition belegte und setzte sich teils deutlich gegen die Gegner (etwa mit 5:1 gegen den Aufsteiger Darmstadt 98 oder mit 4:0 gegen Bochum und Union Berlin) durch. Als einziger Profiklub in Deutschland schaffte es die „Werkself“, von Saisonbeginn an bis zum Jahreswechsel 25 wettbewerbsübergreifende Pflichtspiele in Serie nicht zu verlieren. Der FC Bayern leistete sich im Hinrundenverlauf eine zu diesem Zeitpunkt überraschende erste Liganiederlage, als die Auswärtspartie bei Eintracht Frankfurt mit 1:5 endete. Zuvor war man bereits im Pokal gegen den Drittligisten 1. FC Saarbrücken in der 2. Runde ausgeschieden und hatte das Spiel um den DFL-Supercup gegen RB Leipzig verloren. Demgegenüber standen aber beispielsweise das 7:0 gegen den VfL Bochum oder ein 8:0 gegen den SV Darmstadt, wobei in beiden Partien der Neuzugang Harry Kane jeweils dreimal vor dem Tor erfolgreich gewesen war.
Hervorzuheben ist das Abschneiden weiterer Vereine in der Hinrunde: Zum einen war dies der VfB Stuttgart, der im Frühjahr noch die Klasse über die Relegation gehalten hatte. Stuttgarts guineischer Stürmer Serhou Guirassy erzielte etwa 17 Tore in den ersten 16 Spielen und somit nur vier weniger als der Führende der Torschützenliste, Harry Kane, sowie beinahe die Hälfte aller Tore des VfB (37). Auch defensiv traten die Schwaben wie ein „Topteam“ auf, belegten nach Gegentoren Platz 4 und standen zur Winterpause mit einem Zähler mehr als in der gesamten Saison 2022/23 auf dem dritten Tabellenrang. Borussia Dortmund, in der Vorsaison noch aufgrund des schlechteren Torverhältnisses denkbar knapp im Kampf um den Meistertitel gescheitert, startete an sich ordentlich in die Spielzeit und verlor keins seiner ersten neun Ligaspiele. Nach einem Remis gegen die Frankfurter Eintracht verlor Dortmund aber dann jeweils gegen die direkten Konkurrenten aus München und Stuttgart und gewann das „Borussenduell“ gegen Mönchengladbach. Zum Jahresende folgten für den BVB vier sieglose Spiele. Nach dem 16. Spieltag betrug der Rückstand Dortmunds auf den Tabellenführer Bayer Leverkusen bereits 15 Punkte. Der Vorjahresvierte Union Berlin spielte parallel zur Bundesliga auch erstmals in der UEFA Champions League, wofür der Kader umfangreich verändert wurde. Beispielsweise verpflichtete man Leonardo Bonucci, der mit Italien zwei Jahre zuvor Europameister geworden war, von Juventus Turin. Zwei 4:1-Siegen an den ersten beiden Spieltagen folgten neun Niederlagen in Folge, woraufhin die „Eisernen“ innerhalb von neun Spieltagen vom ersten bis auf den letzten Platz abrutschten. Aufgrund von zwei Punkten schied Union letztlich auch aus der Champions League aus. Der 57. Bundesligist und Neuling 1. FC Heidenheim konnte wiederum zum Jahresausklang dreimal in Folge gewinnen und rangierte zur Winterpause auf dem neunten Platz mit vier Punkten Rückstand auf den Conference-League-Rang.
Darmstadt 98, das Team mit den mit Abstand meisten Gegentoren (41), stand hingegen nach 16 Partien punktgleich mit dem 1. FC Köln und Mainz 05 auf dem letzten Platz.

### Rückrunde
Bayer Leverkusen baute seinen Vorsprung auf den Zweitplatzierten Bayern München im Rückrundenverlauf weiter aus und hatte nach dem 29. Spieltag bereits 16 Punkte Vorsprung auf den Rekordmeister aus München und den VfB Stuttgart, der am selben Spieltag mit dem Rekordmeister an Punkten gleichzog. Gleichzeitig standen die Rheinländer, die das nationale „Double“ gewannen und bis ins Endspiel der Europa League gelangten, zum Ende der Pflichtspielsaison bei 51 wettbewerbsübergreifenden Partien ohne Niederlage in Serie, seit dem 33. Spiel war Leverkusen in dieser Kategorie besser als jeder Bundesligist zuvor.
Die Leverkusener gewannen Mitte Februar 2024 gegen die Münchner, die ihrerseits auch gegen die im unteren Tabellendrittel rangierenden Teams aus Bremen (0:1) und Bochum (2:3) verloren. Am 27. Spieltag musste der FC Bayern seine fünfte Saisonniederlage hinnehmen, als er Borussia Dortmund erstmals seit zehn Jahren wieder im heimischen Stadion unterlag. Am 28. Spieltag folgte die bereits sechste Saisonniederlage der Bayern in Heidenheim. Einen Spieltag später gelang es Bayer 04 Leverkusen, durch einen 5:0-Heimsieg gegen Werder Bremen vorzeitig die erste Meisterschaft der Vereinsgeschichte zu fixieren. Somit gewann nach 11 Jahren wieder ein anderer Verein als Bayern München diesen Titel. Nach Bayer 04 waren es dann auch die Münchner, die sich erneut für die Teilnahme an der Champions League qualifizieren konnten. Ein vermeintlich richtungsweisendes Duell gab es in dieser Hinsicht am 31. Spieltag, als RB Leipzig (zu diesem Zeitpunkt Vierter) und Borussia Dortmund (zu diesem Zeitpunkt Fünfter) aufeinandertrafen und Leipzig mit 4:1 gewann.
Im Anschluss an diesen Spieltag erhielt die Bundesliga allerdings aufgrund einer Reform der UEFA und des Abschneidens von Leverkusen, München und Dortmund in den internationalen Wettbewerben für die kommende Saison einen einmaligen fünften Champions-League-Starterplatz zugesprochen, wodurch auch Dortmund als Fünfter die Qualifikation für die Champions League sicher hatte. Da am letzten Spieltag die Stuttgarter Mönchengladbach mit 4:0 besiegten und der FC Bayern zeitgleich 2:4 in Hoffenheim unterlag, wurde der VfB schließlich sogar noch Vizemeister. Die Frankfurter Eintracht sicherte sich mit Platz 6 die Qualifikation für die Europa League, nachdem sie die komplette Rückrunde auf Platz 6 stand. Die TSG 1899 Hoffenheim kehrte hingegen nach dreijähriger Abstinenz wieder in den Europapokal zurück und qualifizierte sich ebenfalls für die Europa League. Der Aufsteiger aus Heidenheim rückte durch einen Sieg am letzten Spieltag auf Rang 8 vor und spielt durch den DFB-Pokalsieg des Meisters Bayer Leverkusen erstmals in seiner Vereinsgeschichte ebenfalls international.
Am Tabellenende stand Darmstadt 98 nach der 0:1-Heimniederlage gegen Heidenheim am 31. Spieltag als erster Absteiger fest. Zwei Spieltage vor Schluss waren noch bis einschließlich des 13. Platzes alle Vereine rechnerisch nicht gerettet, wobei die Kölner mit 24 Zählern fünf Zähler hinter dem Relegationsplatz lagen, auf dem Mainz 05 rangierte. Die Mainzer wiederum lagen nur einen Punkt hinter dem davor stehenden Team aus Berlin. Die davor platzierten Vereine aus Bochum und Mönchengladbach konnten nicht mehr direkt absteigen, aber noch auf den Relegationsrang abrutschen. Mainz gewann am vorletzten Spieltag gegen den Champions-League-Finalisten Borussia Dortmund mit 3:0 und kletterte so auf Platz 15, Mönchengladbach rettete sich durch ein 1:1-Remis gegen Eintracht Frankfurt. Gleichzeitig gewannen die Kölner gegen Union Berlin durch ein Tor in der Nachspielzeit noch mit 3:2 und rückten bis auf drei Punkte an den Relegationsplatz heran, auf dem die Berliner standen. Der 1. FC Köln verlor am 34. Spieltag mit 1:4 gegen Heidenheim, das Achter wurde, und stieg zum siebten Mal in die zweite Liga ab. Der VfL Bochum unterlag Werder Bremen ebenfalls mit 1:4, wohingegen die Berliner gegen den SC Freiburg in der Nachspielzeit mit 2:1 gewannen. Aufgrund der schlechteren Tordifferenz musste Bochum in der Relegation gegen Fortuna Düsseldorf spielen. Düsseldorf gewann auswärts das Hinspiel mit 3:0. Das Rückspiel endete zunächst mit 3:0 für Bochum, woraufhin eine torlose Verlängerung folgte und Bochum durch einen Sieg im Elfmeterschießen letztendlich die Klasse hielt. Es war das erste Mal in der Geschichte der Relegation zwischen Bundesliga und 2. Bundesliga, dass es einer Mannschaft gelang, einen 0:3-Rückstand aus dem Hin- im Rückspiel noch wettzumachen.

## Statistiken

### Abschlusstabelle
| Pl. | Verein                   | Sp. | S  | U  | N  | Tore    | Diff. | Punkte | Anm.  |
| --- | ------------------------ | --- | -- | -- | -- | ------- | ----- | ------ | ----- |
| 1.  | Bayer 04 Leverkusen      | 34  | 28 | 6  | 0  | 089:240 | +65   | 90     | M/CL  |
| 2.  | VfB Stuttgart (R)        | 34  | 23 | 4  | 7  | 078:390 | +39   | 73     | CL    |
| 3.  | FC Bayern München (M)    | 34  | 23 | 3  | 8  | 094:450 | +49   | 72     | CL    |
| 4.  | RB Leipzig (P)           | 34  | 19 | 8  | 7  | 077:390 | +38   | 65     | CL    |
| 5.  | Borussia Dortmund        | 34  | 18 | 9  | 7  | 068:430 | +25   | 63     | CL    |
| 6.  | Eintracht Frankfurt      | 34  | 11 | 14 | 9  | 051:500 | +1    | 47     | EL    |
| 7.  | TSG 1899 Hoffenheim      | 34  | 13 | 7  | 14 | 066:660 | ±0    | 46     | EL    |
| 8.  | 1. FC Heidenheim (N)     | 34  | 10 | 12 | 12 | 050:550 | −5    | 42     | (ECL) |
| 9.  | Werder Bremen            | 34  | 11 | 9  | 14 | 048:540 | −6    | 42     |       |
| 10. | SC Freiburg              | 34  | 11 | 9  | 14 | 045:580 | −13   | 42     |       |
| 11. | FC Augsburg              | 34  | 10 | 9  | 15 | 050:600 | −10   | 39     |       |
| 12. | VfL Wolfsburg            | 34  | 10 | 7  | 17 | 041:560 | −15   | 37     |       |
| 13. | 1. FSV Mainz 05          | 34  | 7  | 14 | 13 | 039:510 | −12   | 35     |       |
| 14. | Borussia Mönchengladbach | 34  | 7  | 13 | 14 | 056:670 | −11   | 34     |       |
| 15. | 1. FC Union Berlin       | 34  | 9  | 6  | 19 | 033:580 | −25   | 33     |       |
| 16. | VfL Bochum               | 34  | 7  | 12 | 15 | 042:740 | −32   | 33     | ( ▼)  |
| 17. | 1. FC Köln               | 34  | 5  | 12 | 17 | 028:600 | −32   | 27     | ▼     |
| 18. | SV Darmstadt 98 (N)      | 34  | 3  | 8  | 23 | 030:860 | −56   | 17     | ▼     |

| Zum Saisonende 2022/23: |                                                                                 |
| (M)                     | Deutscher Meister                                                               |
| (P)                     | DFB-Pokalsieger                                                                 |
| (R)                     | Sieger der Relegation                                                           |
| (N)                     | Aufsteiger aus der 2. Bundesliga                                                |
| Zum Saisonende 2023/24: |                                                                                 |
| M                       | Deutscher Meister                                                               |
| CL                      | Teilnahme an der UEFA Champions League 2024/25                                  |
| EL                      | Teilnahme an der UEFA Europa League 2024/25                                     |
| (ECL)                   | Teilnahme an den Play-offs zur UEFA Conference League 2024/25                   |
| ( ▼)                    | Teilnahme an den Relegationsspielen gegen den Dritten der 2. Bundesliga 2023/24 |
| ▼                       | Abstieg in die 2. Bundesliga 2024/25                                            |

### Kreuztabelle
Die Kreuztabelle stellt die Ergebnisse aller Spiele dieser Saison dar. Die Heimmannschaft ist in der linken Spalte, die Gastmannschaft in der oberen Zeile aufgelistet.
| 2023/24                  | FC Bayern München | Borussia Dortmund | RB Leipzig | 1. FC Union Berlin | SC Freiburg | Bayer 04 Leverkusen | Vereinswappen von Eintracht Frankfurt | VfL Wolfsburg | 1. FSV Mainz 05 | Borussia Mönchengladbach | 1. FC Köln | TSG 1899 Hoffenheim | Werder Bremen | VfL Bochum | FC Augsburg | VfB Stuttgart | 1. FC Heidenheim | SV Darmstadt 98 |
| ------------------------ | ----------------- | ----------------- | ---------- | ------------------ | ----------- | ------------------- | ------------------------------------- | ------------- | --------------- | ------------------------ | ---------- | ------------------- | ------------- | ---------- | ----------- | ------------- | ---------------- | --------------- |
| FC Bayern München        |                   | 0:2               | 2:1        | 1:0                | 3:0         | 2:2                 | 2:1                                   | 2:0           | 8:1             | 3:1                      | 2:0        | 3:0                 | 0:1           | 7:0        | 3:1         | 3:0           | 4:2              | 8:0             |
| Borussia Dortmund        | 0:4               |                   | 2:3        | 4:2                | 3:0         | 1:1                 | 3:1                                   | 1:0           | 1:1             | 4:2                      | 1:0        | 2:3                 | 1:0           | 3:1        | 5:1         | 0:1           | 2:2              | 4:0             |
| RB Leipzig               | 2:2               | 4:1               |            | 2:0                | 3:1         | 2:3                 | 0:1                                   | 3:0           | 0:0             | 2:0                      | 6:0        | 3:1                 | 1:1           | 0:0        | 3:0         | 5:1           | 2:1              | 2:0             |
| 1. FC Union Berlin       | 1:5               | 0:2               | 0:3        |                    | 2:1         | 0:1                 | 0:3                                   | 1:0           | 4:1             | 3:1                      | 2:0        | 0:2                 | 2:1           | 3:4        | 1:1         | 0:3           | 2:2              | 1:0             |
| SC Freiburg              | 2:2               | 2:4               | 1:4        | 0:0                |             | 2:3                 | 3:3                                   | 1:2           | 1:1             | 3:3                      | 2:0        | 3:2                 | 1:0           | 2:1        | 2:0         | 1:3           | 1:1              | 1:1             |
| Bayer 04 Leverkusen      | 3:0               | 1:1               | 3:2        | 4:0                | 2:1         |                     | 3:0                                   | 2:0           | 2:1             | 0:0                      | 3:0        | 2:1                 | 5:0           | 4:0        | 2:1         | 2:2           | 4:1              | 5:1             |
| Eintracht Frankfurt      | 5:1               | 3:3               | 2:2        | 0:0                | 0:0         | 1:5                 |                                       | 2:2           | 1:0             | 2:1                      | 1:1        | 3:1                 | 1:1           | 1:1        | 3:1         | 1:2           | 2:0              | 1:0             |
| VfL Wolfsburg            | 1:2               | 1:1               | 2:1        | 2:1                | 0:1         | 1:2                 | 2:0                                   |               | 1:3             | 1:3                      | 1:1        | 2:2                 | 2:2           | 1:0        | 1:3         | 2:3           | 2:0              | 3:0             |
| 1. FSV Mainz 05          | 1:3               | 3:0               | 2:0        | 1:1                | 0:1         | 0:3                 | 1:1                                   | 1:1           |                 | 1:1                      | 1:1        | 4:1                 | 0:1           | 2:0        | 1:0         | 1:3           | 0:1              | 4:0             |
| Borussia Mönchengladbach | 1:2               | 1:2               | 0:1        | 0:0                | 0:3         | 0:3                 | 1:1                                   | 4:0           | 2:2             |                          | 3:3        | 2:1                 | 2:2           | 5:2        | 1:2         | 3:1           | 2:1              | 0:0             |
| 1. FC Köln               | 0:1               | 0:4               | 1:5        | 3:2                | 0:0         | 0:2                 | 2:0                                   | 1:2           | 0:0             | 3:1                      |            | 1:3                 | 0:1           | 2:1        | 1:1         | 0:2           | 1:1              | 0:2             |
| TSG 1899 Hoffenheim      | 4:2               | 1:3               | 1:1        | 0:1                | 1:2         | 2:3                 | 1:3                                   | 3:1           | 1:1             | 4:3                      | 1:1        |                     | 2:1           | 3:1        | 3:1         | 0:3           | 1:1              | 3:3             |
| Werder Bremen            | 0:4               | 1:2               | 1:1        | 2:0                | 3:1         | 0:3                 | 2:2                                   | 0:2           | 4:0             | 2:2                      | 2:1        | 2:3                 |               | 4:1        | 2:0         | 2:1           | 1:2              | 1:1             |
| VfL Bochum               | 3:2               | 1:1               | 1:4        | 3:0                | 1:2         | 0:5                 | 1:1                                   | 3:1           | 2:2             | 1:3                      | 1:1        | 3:2                 | 1:1           |            | 1:1         | 1:0           | 1:1              | 2:2             |
| FC Augsburg              | 2:3               | 1:1               | 2:2        | 2:0                | 2:1         | 0:1                 | 2:1                                   | 3:2           | 2:1             | 4:4                      | 1:1        | 1:1                 | 0:3           | 2:2        |             | 0:1           | 1:0              | 1:2             |
| VfB Stuttgart            | 3:1               | 2:1               | 5:2        | 2:0                | 5:0         | 1:1                 | 3:0                                   | 3:1           | 3:1             | 4:0                      | 1:1        | 2:3                 | 2:0           | 5:0        | 3:0         |               | 3:3              | 3:1             |
| 1. FC Heidenheim         | 3:2               | 0:0               | 1:2        | 1:0                | 3:2         | 1:2                 | 1:2                                   | 1:1           | 1:1             | 1:1                      | 4:1        | 2:3                 | 4:2           | 0:0        | 2:5         | 2:0           |                  | 3:2             |
| SV Darmstadt 98          | 2:5               | 0:3               | 1:3        | 1:4                | 0:1         | 0:2                 | 2:2                                   | 0:1           | 0:0             | 3:3                      | 0:1        | 0:6                 | 4:2           | 1:2        | 0:6         | 1:2           | 0:1              |                 |
| Stand: Saisonende        |                   |                   |            |                    |             |                     |                                       |               |                 |                          |            |                     |               |            |             |               |                  |                 |

### Relegation
Die beiden Relegationsspiele zwischen dem 16. der Bundesliga (VfL Bochum) und dem Dritten der 2. Bundesliga (Fortuna Düsseldorf) fanden am 23. und 27. Mai 2024 statt.
| Datum        |                    | Ergebnis                        |                    | Tore                                                               |
| ------------ | ------------------ | ------------------------------- | ------------------ | ------------------------------------------------------------------ |
| 23. Mai 2024 | VfL Bochum         | 0:3 (0:1)                       | Fortuna Düsseldorf | 0:1 Hofmann (13., Eigentor), 0:2 Klaus (64.), 0:3 Engelhardt (72.) |
| 27. Mai 2024 | Fortuna Düsseldorf | 0:3 n. V. (0:3, 0:1)(5:6 i. E.) | VfL Bochum         | 0:1, 0:2 Hofmann (18., 66.), 0:3 Stöger (70., Handelfmeter)        |
| Gesamt:      | VfL Bochum         | 3:3 (6:5 i. E.)                 | Fortuna Düsseldorf |                                                                    |

Der VfL Bochum blieb damit in der Bundesliga, Fortuna Düsseldorf in der 2. Bundesliga.

### Tabellenverlauf
Verlegte Partien werden entsprechend der ursprünglichen Terminierung dargestellt, damit an allen Spieltagen für jede Mannschaft die gleiche Anzahl an Spielen berücksichtigt wird.
|                                       | 1  | 2  | 3  | 4  | 5  | 6  | 7  | 8  | 9  | 10 | 11 | 12 | 13 | 14 | 15 | 16 | 17 | 18 | 19 | 20 | 21 | 22 | 23 | 24 | 25 | 26 | 27 | 28 | 29 | 30 | 31 | 32 | 33 | 34 |
| ------------------------------------- | -- | -- | -- | -- | -- | -- | -- | -- | -- | -- | -- | -- | -- | -- | -- | -- | -- | -- | -- | -- | -- | -- | -- | -- | -- | -- | -- | -- | -- | -- | -- | -- | -- | -- |
| Bayer 04 Leverkusen                   | 5  | 3  | 1  | 1  | 2  | 1  | 1  | 1  | 1  | 1  | 1  | 1  | 2  | 1  | 1  | 1  | 1  | 1  | 1  | 1  | 1  | 1  | 1  | 1  | 1  | 1  | 1  | 1  | 1  | 1  | 1  | 1  | 1  | 1  |
| VfB Stuttgart                         | 1  | 9  | 3  | 4  | 3  | 2  | 2  | 2  | 3  | 3  | 3  | 3  | 3  | 3  | 4  | 3  | 3  | 3  | 3  | 3  | 3  | 3  | 3  | 3  | 3  | 3  | 3  | 3  | 3  | 3  | 3  | 3  | 3  | 2  |
| FC Bayern München                     | 2  | 2  | 2  | 2  | 1  | 3  | 3  | 3  | 2  | 2  | 2  | 2  | 1  | 2  | 2  | 2  | 2  | 2  | 2  | 2  | 2  | 2  | 2  | 2  | 2  | 2  | 2  | 2  | 2  | 2  | 2  | 2  | 2  | 3  |
| RB Leipzig                            | 11 | 8  | 4  | 3  | 4  | 5  | 6  | 5  | 5  | 5  | 4  | 5  | 4  | 4  | 3  | 4  | 4  | 4  | 5  | 5  | 5  | 5  | 5  | 5  | 5  | 5  | 5  | 4  | 4  | 4  | 4  | 4  | 4  | 4  |
| Borussia Dortmund                     | 7  | 6  | 9  | 7  | 6  | 4  | 4  | 4  | 4  | 4  | 5  | 4  | 5  | 5  | 5  | 5  | 5  | 5  | 4  | 4  | 4  | 4  | 4  | 4  | 4  | 4  | 4  | 5  | 5  | 5  | 5  | 5  | 5  | 5  |
| Vereinswappen von Eintracht Frankfurt | 7  | 6  | 10 | 9  | 8  | 9  | 8  | 7  | 7  | 7  | 7  | 7  | 7  | 7  | 8  | 6  | 6  | 6  | 6  | 6  | 6  | 6  | 6  | 6  | 6  | 6  | 6  | 6  | 6  | 6  | 6  | 6  | 6  | 6  |
| TSG 1899 Hoffenheim                   | 12 | 10 | 6  | 5  | 5  | 6  | 5  | 6  | 6  | 6  | 6  | 6  | 6  | 6  | 7  | 7  | 8  | 8  | 8  | 8  | 8  | 9  | 7  | 7  | 7  | 8  | 9  | 8  | 9  | 9  | 9  | 8  | 7  | 7  |
| 1. FC Heidenheim                      | 15 | 16 | 15 | 11 | 13 | 10 | 10 | 11 | 13 | 13 | 13 | 13 | 14 | 13 | 12 | 9  | 9  | 9  | 10 | 10 | 9  | 10 | 10 | 11 | 11 | 11 | 11 | 10 | 10 | 10 | 10 | 10 | 9  | 8  |
| Werder Bremen                         | 17 | 18 | 11 | 12 | 11 | 12 | 14 | 14 | 12 | 12 | 12 | 12 | 13 | 12 | 14 | 13 | 13 | 13 | 9  | 9  | 10 | 7  | 8  | 8  | 10 | 10 | 10 | 12 | 12 | 11 | 11 | 11 | 11 | 9  |
| SC Freiburg                           | 6  | 5  | 8  | 10 | 9  | 8  | 9  | 8  | 8  | 8  | 8  | 9  | 8  | 8  | 6  | 8  | 7  | 7  | 7  | 7  | 7  | 8  | 9  | 9  | 8  | 9  | 8  | 9  | 8  | 7  | 7  | 7  | 8  | 10 |
| FC Augsburg                           | 9  | 11 | 12 | 15 | 12 | 14 | 15 | 10 | 10 | 10 | 10 | 10 | 9  | 9  | 10 | 11 | 12 | 10 | 13 | 12 | 11 | 14 | 11 | 10 | 9  | 7  | 7  | 7  | 7  | 8  | 8  | 9  | 10 | 11 |
| VfL Wolfsburg                         | 4  | 4  | 7  | 6  | 7  | 7  | 7  | 9  | 9  | 9  | 11 | 8  | 11 | 11 | 9  | 10 | 11 | 11 | 11 | 11 | 12 | 12 | 13 | 13 | 13 | 14 | 14 | 14 | 14 | 13 | 12 | 12 | 12 | 12 |
| 1. FSV Mainz 05                       | 16 | 13 | 17 | 18 | 18 | 18 | 17 | 18 | 18 | 17 | 16 | 16 | 17 | 17 | 17 | 16 | 16 | 16 | 16 | 17 | 17 | 17 | 17 | 17 | 17 | 16 | 16 | 16 | 16 | 15 | 16 | 16 | 15 | 13 |
| Borussia Mönchengladbach              | 9  | 12 | 16 | 14 | 15 | 13 | 12 | 13 | 11 | 11 | 9  | 11 | 10 | 10 | 11 | 12 | 10 | 12 | 12 | 13 | 13 | 15 | 12 | 12 | 12 | 12 | 13 | 11 | 11 | 12 | 13 | 13 | 13 | 14 |
| 1. FC Union Berlin                    | 3  | 1  | 5  | 8  | 10 | 11 | 13 | 15 | 15 | 16 | 18 | 17 | 18 | 15 | 16 | 15 | 15 | 15 | 15 | 15 | 15 | 13 | 14 | 14 | 14 | 13 | 12 | 13 | 13 | 14 | 14 | 15 | 16 | 15 |
| VfL Bochum                            | 18 | 14 | 13 | 13 | 14 | 16 | 16 | 17 | 16 | 14 | 14 | 14 | 12 | 14 | 13 | 14 | 14 | 14 | 14 | 14 | 14 | 11 | 15 | 15 | 15 | 15 | 15 | 15 | 15 | 16 | 15 | 14 | 14 | 16 |
| 1. FC Köln                            | 13 | 15 | 14 | 16 | 16 | 17 | 18 | 16 | 17 | 18 | 17 | 18 | 15 | 16 | 15 | 17 | 17 | 17 | 17 | 16 | 16 | 16 | 16 | 16 | 16 | 17 | 17 | 17 | 17 | 17 | 17 | 17 | 17 | 17 |
| SV Darmstadt 98                       | 13 | 17 | 18 | 17 | 17 | 15 | 11 | 12 | 14 | 15 | 15 | 15 | 16 | 18 | 18 | 18 | 18 | 18 | 18 | 18 | 18 | 18 | 18 | 18 | 18 | 18 | 18 | 18 | 18 | 18 | 18 | 18 | 18 | 18 |

### Torschützenliste
Bei gleicher Anzahl an Toren sind die Spieler alphabetisch gelistet.
| Pl.               | Spieler           | Mannschaft          | Tore |
| ----------------- | ----------------- | ------------------- | ---- |
| 1.                | Harry Kane        | FC Bayern München   | 36   |
| 2.                | Serhou Guirassy   | VfB Stuttgart       | 28   |
| 3.                | Loïs Openda       | RB Leipzig          | 24   |
| 4.                | Deniz Undav       | VfB Stuttgart       | 18   |
| 5.                | Maximilian Beier  | TSG 1899 Hoffenheim | 16   |
| 6.                | Ermedin Demirović | FC Augsburg         | 15   |
| 6.                | Andrej Kramarić   | TSG 1899 Hoffenheim | 15   |
| 8.                | Victor Boniface   | Bayer 04 Leverkusen | 14   |
| 8.                | Benjamin Šeško    | RB Leipzig          | 14   |
| 10.0              | Donyell Malen     | Borussia Dortmund   | 13   |
| Stand: Saisonende |                   |                     |      |

### Torvorlagenliste
Bei gleicher Anzahl an Vorlagen sind die Spieler alphabetisch gelistet.
| Pl.               | Spieler            | Mannschaft               | Vorlagen |
| ----------------- | ------------------ | ------------------------ | -------- |
| 1.                | Alejandro Grimaldo | Bayer 04 Leverkusen      | 14       |
| 2.                | Niklas Beste       | 1. FC Heidenheim         | 13       |
| 3.                | Xavi Simons        | RB Leipzig               | 12       |
| 4.                | Julian Brandt      | Borussia Dortmund        | 11       |
| 4.                | Franck Honorat     | Borussia Mönchengladbach | 11       |
| 4.                | Leroy Sané         | FC Bayern München        | 11       |
| 4.                | Florian Wirtz      | Bayer 04 Leverkusen      | 11       |
| 8.                | Ermedin Demirović  | FC Augsburg              | 10       |
| 8.                | Thomas Müller      | FC Bayern München        | 10       |
| 8.                | Deniz Undav        | VfB Stuttgart            | 10       |
| Stand: Saisonende |                    |                          |          |

Anmerkung: Torvorlagen, die zu Eigentoren führen, sind entgegen der offiziellen Statistiken nicht mit inbegriffen.

### Scorerliste
Als Scorerpunkt(e) zählen sowohl die erzielten Tore als auch die Torvorlagen eines Spielers. Bei gleicher Anzahl von Scorerpunkten sind die Spieler zuerst nach der Anzahl der Tore und danach alphabetisch geordnet.
| Pl.               | Spieler            | Mannschaft          | Gesamt | Tore | Vorlagen |
| ----------------- | ------------------ | ------------------- | ------ | ---- | -------- |
| 1.                | Harry Kane         | FC Bayern München   | 44     | 36   | 08       |
| 2.                | Loïs Openda        | RB Leipzig          | 32     | 24   | 08       |
| 3.                | Serhou Guirassy    | VfB Stuttgart       | 31     | 28   | 03       |
| 4.                | Deniz Undav        | VfB Stuttgart       | 28     | 18   | 10       |
| 5.                | Ermedin Demirović  | FC Augsburg         | 25     | 15   | 10       |
| 6.                | Alejandro Grimaldo | Bayer 04 Leverkusen | 24     | 10   | 14       |
| 7.                | Victor Boniface    | Bayer 04 Leverkusen | 22     | 14   | 08       |
| 7.                | Florian Wirtz      | Bayer 04 Leverkusen | 22     | 11   | 11       |
| 9.                | Andrej Kramarić    | TSG 1899 Hoffenheim | 21     | 15   | 06       |
| 9.                | Marvin Ducksch     | Werder Bremen       | 21     | 12   | 09       |
| 9.                | Niklas Beste       | 1. FC Heidenheim    | 21     | 08   | 13       |
| Stand: Saisonende |                    |                     |        |      |          |

Anmerkung: Torvorlagen, die zu Eigentoren führen, sind entgegen der offiziellen Statistiken nicht mit inbegriffen.

### Stadien, Zuschauer, Sponsoring und Ausstatter
Die Teilnehmer werden nach dem Zuschauerschnitt vorsortiert.
|                 | Verein                   | Stadion (Sponsorenname)                                   | Kapazität | Zuschauer     | pro Spiel | Aus- lastung | volle Auslastung | Trikot- sponsor  | Ärmel- sponsor      | Aus- rüster |
| --------------- | ------------------------ | --------------------------------------------------------- | --------- | ------------- | --------- | ------------ | ---------------- | ---------------- | ------------------- | ----------- |
| 01.             | Borussia Dortmund        | Signal Iduna Park                                         | 81.365    | 1.382.190.0   | 81.305    | 99,93 %      | 16/17            | 1&1              | GLS                 | Puma        |
| 02.             | FC Bayern München        | Allianz Arena                                             | 75.000    | 1.275.000.0   | 75.000    | 100,00 %0    | 17/17            | Deutsche Telekom | Rot gegen Rassismus | Adidas      |
| 03.             | Eintracht Frankfurt      | Deutsche Bank Park                                        | 58.000    | 967.800       | 56.929    | 98,15 %      | 7/17             | Indeed           | Elotrans reload     | Nike        |
| 04.             | VfB Stuttgart            | MHPArena 3                                                | 60.058    | 937.000       | 55.118    | 96,02 %      | 0/17             | Winamax          | hep global          | Jako        |
| 05.             | Borussia Mönchengladbach | Borussia-Park                                             | 54.042    | 873.310       | 51.371    | 95,06 %      | 5/17             | Flatex           | Sonepar             | Puma        |
| 06.             | 1. FC Köln               | Rheinenergiestadion                                       | 50.000    | 847.100       | 49.829    | 99,66 %      | 13/17            | Rewe             | DEVK                | Hummel      |
| 07.             | RB Leipzig               | Red Bull Arena                                            | 47.069    | 765.114       | 45.007    | 95,62 %      | 2/17             | Red Bull         | AOC                 | Nike        |
| 08.             | Werder Bremen            | Weserstadion (Wohninvest Weserstadion) 4                  | 42.100    | 709.358       | 41.727    | 99,08 %      | 10/17            | Matthäi          | Ammerländer         | Hummel      |
| 09.             | SC Freiburg              | Europa-Park-Stadion                                       | 34.700    | 581.334       | 34.196    | 98,55 %      | 9/17             | JobRad           | Lexware             | Nike        |
| 10.             | 1. FSV Mainz 05          | Mewa Arena                                                | 33.305    | 521.730       | 30.690    | 092,15 %0    | 6/17             | Kömmerling       | IDyou               | Jako        |
| 11.             | Bayer 04 Leverkusen      | BayArena                                                  | 30.210    | 509.732       | 29.984    | 99,25 %      | 11/17            | Barmenia         | Trive               | Castore     |
| 12.             | FC Augsburg              | WWK-Arena                                                 | 30.660    | 495.451       | 29.144    | 95,06 %      | 6/17             | WWK              | Bernd Siegmund GmbH | Mizuno      |
| 13.             | VfL Wolfsburg            | Volkswagen Arena                                          | 28.917    | 440.585       | 25.917    | 89,62 %      | 5/17             | Volkswagen       | Linglong Tire       | Nike        |
| 14.             | VfL Bochum               | Ruhrstadion (Vonovia Ruhrstadion)                         | 26.000    | 431.681       | 25.393    | 97,67 %      | 9/17             | Vonovia          | Think About IT      | Mizuno      |
| 15.             | TSG 1899 Hoffenheim      | PreZero Arena                                             | 30.150    | 417.503       | 24.559    | 81,46 %      | 5/17             | SAP              | hep global          | Joma        |
| 16.             | 1. FC Union Berlin       | Stadion An der Alten Försterei                            | 22.012    | 372.729       | 21.925    | 99,61 %      | 12/17            | Paramount+       | JD Sports           | Adidas      |
| 17.             | SV Darmstadt 98          | Stadion am Böllenfalltor (Merck-Stadion am Böllenfalltor) | 17.810    | 301.206       | 17.718    | 99,48 %      | 14/17            | Haix             | 28 Black            | Craft       |
| 18.             | 1. FC Heidenheim         | Voith-Arena                                               | 15.000    | 255.000       | 15.000    | 100,00 %0    | 17/17            | MHP              | Voith               | Puma        |
| Gesamt          | Gesamt                   |                                                           | 728.3820  | 12.083.823.00 | 39.490    | 96,87 %      | 164/306          |                  |                     |             |
| Stand: Endstand |                          |                                                           |           |               |           |              |                  |                  |                     |             |

## Wissenswertes

### Allgemeines
- Der 1. FC Heidenheim bestritt seine erste Bundesligasaison. Der Verein war damit der 57. Bundesligist.
- Auf der DFL-Mitgliederversammlung vom 14. Dezember 2021 beschlossen die Vereinsvertreter, dass die 36 Klubs der 1. und 2. Bundesliga ab der Saison 2023/24 im Lizenzierungsverfahren Nachhaltigkeitskriterien erfüllen müssen.[12]
- Marie-Louise Eta (1. FC Union Berlin) wurde zur ersten Co-Trainerin der Ligageschichte.[13] Beim 1:1 Unions am 12. Spieltag gegen den FC Augsburg assistierte sie Interimstrainer Marco Grote.
- Mit seinem Hinrundentreffer gegen Heidenheim hatte Eric Maxim Choupo-Moting (FC Bayern) als einziger aktueller Liga-Spieler gegen alle aktuellen Bundesligaklubs im Laufe seiner Karriere mindestens ein Tor erzielt.[14]
- Der 1. FC Köln wurde vom Internationalen Sportgerichtshof mit einer Transfersperre vom 1. Januar 2024 bis zum 1. Januar 2025 belegt. So dürfen keine neuen Spieler – auch keine vertragslosen – verpflichtet oder ausgeliehen werden, und es können auch verliehene Spieler nicht vorzeitig zurückgeholt werden.[15][16]
- Am 23. Spieltag erzielten alle Mannschaften mindestens ein Tor, dies war zuletzt am 13. Spieltag der Saison 2019/20 geschehen.
- Am 27. Spieltag wurde das 1000. Bundesligaspiel im Stuttgarter Stadion ausgetragen. Kein anderer Bundesligaspielort erreichte zuvor diese Marke. Davon entfielen 964 Partien auf den VfB und 36 auf die Kickers.[17]
- Bayer Leverkusens Meisterschaft, die bereits am 29. Spieltag feststand, war der drittfrüheste Titelgewinn in der Geschichte der Bundesliga.[18]
- Mit dem Leverkusener Titel endete die Rekordserie von Bayern München mit elf Meisterschaften in Folge.

### Höchstwerte der Saison
- Der höchste Sieg der Saison war mit acht Toren Differenz das 8:0 des FC Bayern München gegen den SV Darmstadt 98 am 9. Spieltag.[19]
- Das torreichste Unentschieden der Saison war mit acht Toren das 4:4 zwischen dem FC Augsburg und Borussia Mönchengladbach am 1. Spieltag.[20]
- Das torreichste Spiel der Saison mit neun Toren war das 8:1 des FC Bayern München gegen den 1. FSV Mainz 05 am 25. Spieltag.[21]
- Der torreichste Spieltag der Saison war mit 42 Treffern der 9. Spieltag.[22][23]

### Rekorde
- Nach dem 16. Spieltag hatte Bayer 04 Leverkusen das 25. Pflichtspiel (DFB-Pokal- und Europa-League-Spiele mit einbezogen) in Folge ohne Niederlage bestritten und damit den vom Hamburger SV in der Saison 1982/83 aufgestellten Rekord von 24 Spielen in Folge ohne Niederlage gebrochen.[24]
- Bayer 04 Leverkusen absolvierte insgesamt 51 wettbewerbsübergreifende Pflichtspiele (davon alle 34 Ligaspiele sowie alle DFB-Pokalspiele) in Serie ohne Niederlage. 42 Spiele wurden gewonnen, neun endeten unentschieden. Dies gelang bis dato keinem anderen Bundesligisten. Mit dieser Serie übertraf Leverkusen den von Juventus Turin in den Jahren 2011 und 2012 aufgestellten Rekord der europäischen „Top-5-Ligen“ (Bundesliga, Premier League, Primera División, Ligue 1, Serie A) von 43 wettbewerbsübergreifenden Pflichtspielen in Folge ohne Niederlage. Gleichzeitig bedeutete dies, dass Bayer 04 Leverkusen als erste Mannschaft eine komplette Bundesliga-Saison ohne Niederlage beendete.[25][26] Die Serie endete, als Leverkusen im Finale der Europa League erstmals verlor. Mit Stand vom 9. Mai 2024 kam Bayer Leverkusen in 23 Spielen nach der 80. Minute noch zum Ausgleich- oder Siegestreffer.[27]
- Bayer 04 Leverkusen sowie der VfB Stuttgart verbesserten sich im Vergleich zur Vorsaison um jeweils 40 Punkte. Nie zuvor hatte sich ein Bundesligist derart verbessert. Mit 28 Siegen und 90 Punkten bzw. 23 Siegen und 73 Punkten wurden sowohl in Leverkusen als auch in Stuttgart neue Vereinsrekorde aufgestellt. Der VfB erzielte mit 73 Punkten gar mehr Punkte als in den beiden Spielzeiten zuvor zusammen (jeweils 33 Punkte). Auch das ist zuvor noch keinem anderen Bundesligisten gelungen.[28]
- Am 8. Spieltag beim 3:1-Auswärtserfolg des FC Bayern über Mainz 05 stellte Thomas Müller mit 323 Siegen in 449 Spielen einen neuen Bundesligarekord auf, womit er Manuel Neuer (322 Siege in 478 Spielen) als Rekordsieger der Bundesliga hinter sich ließ.[29] Zum Saisonende lag Müller bei 339 Siegen in 473 Spielen, Neuer bei 338 Siegen in 501 Spielen.
- Die drei roten Karten am 9. Spieltag im Duell zwischen Bayern München und Darmstadt 98 waren in zweifacher Hinsicht ein neuer Rekord:  Zum ersten Mal gab es in einer ersten Halbzeit drei Platzverweise und zum ersten Mal in einer Halbzeit dreimal „direktes Rot“ (eine Torchance wurde jeweils durch ein Freistoßvergehen verhindert). Bislang gab es im Spiel von Borussia Dortmund gegen Dynamo Dresden in der Saison 1993/94 mit dreimal Gelb-Rot und zweimal Rot insgesamt die meisten roten Karten.[30]
- Seit dem 17. September 2023 ist Frank Schmidt (Heidenheim) der dienstälteste Bundesligatrainer.[31] Mit einer Amtszeit von 5.844 Tagen (genau 16 Jahre) übertraf er beim 4:2 über Werder Bremen Volker Finke, der den SC Freiburg von Juli 1991 bis Juni 2007 genau 5.843 Tage betreut hatte.[32] Das Spiel gegen die Bremer bedeutete gleichzeitig den ersten Bundesliga-Sieg für Heidenheim.[33]
- Harry Kane (FC Bayern München) stellte zwei Rekorde auf:
  - Er erzielte im Verlauf der Hinrunde 22 Treffer. Dies gelang zuvor nur Robert Lewandowski in der Spielzeit 2020/21, als er ebenfalls für Bayern München aktiv war. Kein Spieler schoss in einer Bundesligahinrunde je mehr Tore.[34]
  - Er schoss die meisten Tore in einer Bundesliga-Premierensaison: 36 (in 32 Einsätzen)[21][35]
- Als erst sechster Spieler traf Verteidiger Mats Hummels (Borussia Dortmund) in 16 Bundesligaspielzeiten in Folge jeweils mindestens einmal.[36]
- Einen Bundesliga-Negativrekord stellte 1. FC Union Berlins Abwehrspieler Kevin Vogt am 29. Spieltag auf, weil er in 267 Bundesligaspielen in Folge kein Tor schoss. Damit übertraf er Dietmar Schwager, der von 1964 bis 1973 in 266 Bundesligaspielen in Serie ohne Torerfolg geblieben war.[37]
- Torsten Lieberknecht wurde am 29. Spieltag zum Trainer, der die meisten Spiele in Folge mit seinem Verein sieglos blieb: 22 Spiele (mit Darmstadt 98).[38][39][40] Zuvor war der Trainer-Negativrekord von 21 sieglosen Spielen in Folge (aufgestellt in der Saison 1986/1987) von Bernd Hoss bzw. dem von ihm trainierten Club Blau-Weiß 90 Berlin gehalten worden.[41] Der Bundesliga-Negativrekord von 31 nicht gewonnenen Spielen in Serie wird vom SC Tasmania 1900 Berlin (aufgestellt in der Saison 1965/66, mit zwei verschiedenen Trainern) gehalten.[38]
- Als erst zwölfter Spieler absolvierte Manuel Neuer (FC Bayern München) 500 Bundesligaspiele.[42] In 156 Partien stand er hierbei für den FC Schalke 04 im Tor, in den restlichen 344 für Bayern München.[43]
- Zum ersten Mal in der Relegation zwischen Bundesliga und 2. Bundesliga gelang es einer Mannschaft (VfL Bochum), einen 0:3-Rückstand aus dem Hinspiel im Rückspiel noch zu drehen.[4]

### Investoreneinstieg
Im Dezember 2023 beschloss die DFL in einer geheimen Abstimmung mit der erforderlichen Zweidrittel-Mehrheit (24 von 36 Vertretern der Vereine stimmten dafür) eine Investoren-Beteiligung an den beiden Bundesligen mit 900 Millionen bis zu 1 Milliarde Euro über die Dauer von 20 Jahren. Eine Beteiligung an den Medienerlösen der DFL war hierbei für den Investor vorgesehen.
Die Abstimmung sorgte für anhaltenden Protest auf Seiten der Fans. Es wurden sowohl in der 1. als auch in der 2. Bundesliga Gegenstände wie Schokotaler und Tennisbälle auf das Spielfeld geworfen, wobei es zu teils längeren Unterbrechungen der Spiele kam und auch Spielabbrüche möglich gewesen wären. Im Mittelpunkt der Kritik stand der Vorwurf, dass die exakte Zweidrittelmehrheit bei der geheimen Abstimmung dadurch entstanden sei, dass Martin Kind vom Zweitligisten Hannover 96 entgegen der Weisung seines eigenen Vereins abgestimmt habe, was einen Verstoß gegen die 50+1-Regel darstelle. Die DFL habe, so der Vorwurf des Vereins Hannover 96, im Vorfeld der Abstimmung von Kinds beabsichtigtem Weisungsverstoß gewusst und die Abstimmungsmodalitäten vorsätzlich so gestaltet, dass dieser nicht öffentlich bekannt würde. Diese Vorwürfe wurden vonseiten der DFL zurückgewiesen. Mehrere Vereine, darunter Hannover 96, forderten eine erneute Abstimmung.
Am 21. Februar 2024 gab das Präsidium der DFL bekannt, dass man die Pläne nach massiven Fanprotesten nicht weiter vorantreiben würde. „Eine erfolgreiche Fortführung des Prozesses scheint in Anbetracht der aktuellen Entwicklungen nicht mehr möglich“, sagte Aufsichtsrat Hans-Joachim Watzke – auch wenn es „eine große Mehrheit für die unternehmerische Notwendigkeit der strategischen Partnerschaft“ gebe.

## Schiedsrichter
Im Vergleich zur Vorjahressaison blieb die Zahl der Unparteiischen erneut mit 24 gleich, obwohl es Änderungen gab. Benjamin Cortus beendete seine aktive Laufbahn und wird fortan lediglich als Video-Assistent eingesetzt, Timo Gerach steigt endgültig in die Bundesliga auf, nachdem er in der Vorjahressaison bereits bei zwei Partien im Oberhaus testweise zum Einsatz kam.
| Name                   | Geboren       | Vereinszugehörigkeit      | Landesverband          | Spiele |      |    |    | Anmerkung                                                   |
| ---------------------- | ------------- | ------------------------- | ---------------------- | ------ | ---- | -- | -- | ----------------------------------------------------------- |
| Deniz Aytekin          | 21. Juli 1978 | TSV Altenberg             | Bayern                 | 18     | 60   | 0  | 2  |                                                             |
| Florian Badstübner     | 2. Feb. 1991  | TSV Windsbach             | Bayern                 | 11     | 48   | 3  | 0  |                                                             |
| Benjamin Brand         | 10. Juli 1989 | FC Schallfeld             | Bayern                 | 14     | 70   | 3  | 2  |                                                             |
| Felix Brych            | 3. Aug. 1975  | SV Am Hart München        | Bayern                 | 8      | 25   | 0  | 0  | [ A 1 ]                                                     |
| Bastian Dankert        | 9. Juni 1980  | Brüsewitzer SV            | Mecklenburg-Vorpommern | 13     | 52   | 2  | 1  | FIFA-Schiedsrichter                                         |
| Christian Dingert      | 14. Juli 1980 | TSG Burg Lichtenberg      | Südwest                | 14     | 66   | 0  | 1  | FIFA-Schiedsrichter                                         |
| Florian Exner          | 5. Okt. 1990  | Blau-Weiß Beelen          | Westfalen              | 1      | 4    | 0  | 0  | Perspektivische Förderung                                   |
| Marco Fritz            | 3. Okt. 1977  | SV Breuningsweiler        | Württemberg            | 15     | 76   | 0  | 3  | Letzte Saison in der Bundesliga                             |
| Timo Gerach            | 30. Nov. 1986 | FV Queichheim             | Südwest                | 8      | 25   | 2  | 3  | Neuling Bereits in der Vorjahressaison testweise im Einsatz |
| Robert Hartmann        | 8. Sep. 1979  | SV Krugzell               | Bayern                 | 10     | 37   | 2  | 3  |                                                             |
| Patrick Ittrich        | 3. Jan. 1979  | Mümmelmannsberger SV      | Hamburg                | 12     | 44   | 1  | 0  |                                                             |
| Sven Jablonski         | 13. Apr. 1990 | Blumenthaler SV           | Bremen                 | 16     | 56   | 0  | 1  | FIFA-Schiedsrichter                                         |
| Matthias Jöllenbeck    | 16. Feb. 1987 | SV Weilertal              | Südbaden               | 13     | 60   | 1  | 0  |                                                             |
| Harm Osmers            | 28. Jan. 1985 | SV Baden                  | Niedersachsen          | 16     | 55   | 2  | 1  | FIFA-Schiedsrichter                                         |
| Martin Petersen        | 28. Feb. 1985 | VfL Stuttgart             | Württemberg            | 11     | 48   | 0  | 3  |                                                             |
| Tobias Reichel         | 18. Aug. 1985 | GSV Maichingen            | Württemberg            | 9      | 43   | 1  | 1  |                                                             |
| Daniel Schlager        | 8. Dez. 1989  | FC Rastatt 04             | Südbaden               | 14     | 60   | 2  | 2  | FIFA-Schiedsrichter                                         |
| Robert Schröder        | 14. Sep. 1985 | SG Blaues Wunder Hannover | Niedersachsen          | 14     | 52   | 1  | 1  | FIFA-Schiedsrichter                                         |
| Daniel Siebert         | 4. Mai 1984   | FC Nordost Berlin         | Berlin                 | 16     | 72   | 2  | 1  | FIFA-Schiedsrichter                                         |
| Sascha Stegemann       | 6. Dez. 1984  | 1. FC Niederkassel        | Mittelrhein            | 14     | 50   | 1  | 2  | FIFA-Schiedsrichter                                         |
| Tobias Stieler         | 2. Juli 1981  | SG Rosenhöhe              | Hessen                 | 16     | 62   | 0  | 3  | FIFA-Schiedsrichter                                         |
| Sören Storks           | 8. Nov. 1986  | VfL Ramsdorf              | Westfalen              | 6      | 29   | 0  | 0  |                                                             |
| Tobias Welz            | 11. Juli 1977 | FC 1934 Bierstadt         | Hessen                 | 7      | 35   | 1  | 0  |                                                             |
| Frank Willenborg       | 10. Feb. 1979 | SV Gehlenberg             | Niedersachsen          | 12     | 59   | 1  | 2  |                                                             |
| Felix Zwayer           | 19. Mai 1981  | SC Charlottenburg         | Berlin                 | 18     | 78   | 0  | 2  | FIFA-Schiedsrichter                                         |
| Gesamt:                | Gesamt:       | Gesamt:                   | Gesamt:                | 306    | 1265 | 25 | 34 |                                                             |
| Stand: nach Saisonende |               |                           |                        |        |      |    |    |                                                             |

## Cheftrainer
Die Tabelle listet alle Cheftrainer auf, die zu Beginn der Saison ihre jeweilige Mannschaft verantworteten. Interimstrainer sind unter den Trainerwechseln berücksichtigt, sofern sie ein Spiel absolvierten. Die Vereine sind nach der Abschlusstabelle sortiert.
| Verein                   | Cheftrainer          | seit *       |
| ------------------------ | -------------------- | ------------ |
| Bayer 04 Leverkusen      | Xabi Alonso          | 10/2022      |
| VfB Stuttgart            | Sebastian Hoeneß     | 4/2023       |
| FC Bayern München        | Thomas Tuchel        | 3/2023       |
| RB Leipzig               | Marco Rose           | 9/2022       |
| Borussia Dortmund        | Edin Terzić          | 7/2022       |
| Eintracht Frankfurt      | Dino Toppmöller      | Saisonbeginn |
| TSG 1899 Hoffenheim      | Pellegrino Matarazzo | 2/2023       |
| 1. FC Heidenheim         | Frank Schmidt        | 9/2007       |
| Werder Bremen            | Ole Werner           | 11/2021      |
| SC Freiburg              | Christian Streich    | 1/2012       |
| FC Augsburg              | Enrico Maaßen        | 7/2022       |
| VfL Wolfsburg            | Niko Kovač           | 7/2022       |
| 1. FSV Mainz 05          | Bo Svensson          | 1/2021       |
| Borussia Mönchengladbach | Gerardo Seoane       | Saisonbeginn |
| 1. FC Union Berlin       | Urs Fischer          | 7/2018       |
| VfL Bochum               | Thomas Letsch        | 9/2022       |
| 1. FC Köln               | Steffen Baumgart     | 7/2021       |
| SV Darmstadt 98          | Torsten Lieberknecht | 7/2021       |

| Nach Spieltag | Verein             | Platz | Neuer Cheftrainer                 | Quelle        |
| ------------- | ------------------ | ----- | --------------------------------- | ------------- |
| 07            | FC Augsburg        | 15.   | Maaßen → Jess Thorup              | [ 55 ]        |
| 09            | 1. FSV Mainz 05    | 18.   | Svensson → Jan Siewert            | [ 56 ]        |
| 11            | 1. FC Union Berlin | 18.   | Fischer → Marco Grote (interim)   | [ 57 ]        |
| 12            | 1. FC Union Berlin | 17.   | Grote (interim) → Nenad Bjelica   | [ 58 ]        |
| 16            | 1. FC Köln         | 17.   | Baumgart → Timo Schultz           | [ 59 ] [ 60 ] |
| 21            | 1. FSV Mainz 05    | 17.   | Siewert → Bo Henriksen            | [ 61 ] [ 62 ] |
| 26            | VfL Wolfsburg      | 14.   | Kovač → Ralph Hasenhüttl          | [ 63 ] [ 64 ] |
| 28            | VfL Bochum         | 15.   | Letsch → Heiko Butscher (interim) | [ 65 ] [ 66 ] |
| 32            | 1. FC Union Berlin | 15.   | Bjelica → Marco Grote (interim)   | [ 67 ]        |